# Illusions
Illusions is het debuutalbum van de Amerikaanse thrashmetalband Sadus, door de band zelf uitgebracht in 1988.

## Geschiedenis
De plaat werd in 1991 en 2006 uitgebracht door Roadrunner Records op cd onder de titel Chemical Exposure met een nieuwe albumhoes. In 2007 werd het album opnieuw uitgebracht door Displeased Records met enkele bonusnummers.

## Tracklist
| Nr. | Titel             | Duur  |
| --- | ----------------- | ----- |
| 1.  | Certain Death     | 04:14 |
| 2.  | Undead            | 04:03 |
| 3.  | Sadus Attack      | 01:44 |
| 4.  | Torture           | 02:25 |
| 5.  | And Then You Die  | 01:46 |
| 6.  | Hands of Fate     | 03:56 |
| 7.  | Twisted Face      | 02:00 |
| 8.  | Fight or Die      | 02:53 |
| 9.  | Illusions         | 03:50 |
| 10. | Chemical Exposure | 02:16 |

### Bonusnummers 2006
| Nr. | Titel                   | Duur  |
| --- | ----------------------- | ----- |
| 11. | Desolator (Demo opname) | 03:50 |
| 12. | Torture (Demo opname)   | 02:43 |

### Bonusnummers heruitgave 2007
| Nr. | Titel                                            | Duur  |
| --- | ------------------------------------------------ | ----- |
| 11. | Sadus Attack (afkomstig van D.T.P. demo)         | 01:50 |
| 12. | Torture (afkomstig van D.T.P. demo)              | 02:46 |
| 13. | Kill Team (afkomstig van D.T.P. demo)            | 03:59 |
| 14. | Desolator (afkomstig van D.T.P. demo)            | 03:51 |
| 15. | Fight or Die (afkomstig van D.T.P. demo)         | 03:22 |
| 16. | Twisted Face (afkomstig van D.T.P. demo)         | 02:10 |
| 17. | Number One (afkomstig van Certain Death demo)    | 05:44 |
| 18. | Hands of Hate (afkomstig van Certain Death demo) | 04:13 |

## Bezetting
- Darren Travis - Gitaar, zang
- Rob Moore - Gitaar
- Steve DiGiorgio - Bas
- Jon Allen - Drums